# Élections du Conseil fédéral suisse de 1947
Les élections du Conseil fédéral ont eu lieu le 11 décembre 1947. L'Assemblée fédérale, composée des membres nouvellement élus des deux chambres du parlement, a élu les sept membres du gouvernement suisse, le Conseil fédéral, pour une durée de quatre ans (1948-1951). Les élections ont eu lieu selon l'ordre d'ancienneté des membres du Conseil fédéral. L'élection du successeur de Walther Stampfli, qui ne sollicitait pas un nouveau mandat, a eu lieu en dernier.
À la suite de ces élections, le Conseil fédéral est constitué de Philipp Etter (PDC, sortant), Enrico Celio (PDC, sortant), Eduard von Steiger (PAB, sortant), Karl Kobelt (PRD, sortant), Ernst Nobs (PSS, sortant), Max Petitpierre (PRD, sortant) et Rodolphe Rubattel (PRD, nouveau). Le Conseil fédéral reste donc composé de trois membres du Parti radical-démocratique (PRD), deux membres du Parti conservateur populaire (PCP), un membre du Parti des paysans, artisans et bourgeois (PAB) et un membre du Parti socialiste suisse (PSS). L'élection de Rodolphe Rubattel redonne à la Suisse romande le deuxième siège qu'elle avait perdu en 1934 lorsque Philipp Etter avait succédé à Jean-Marie Musy.

## Élections[3]

### Première élection
Philipp Etter, Conseiller fédéral depuis 1934, est réélu.
|                               | Premier tour |
| ----------------------------- | ------------ |
| Bulletins distribués          | 237          |
| Bulletins rentrés             | 237          |
| Bulletins blancs/non valables | 53           |
| Bulletins valables            | 184          |
| Majorité absolue              | 93           |
| Philipp Etter                 | 167          |
| Voix éparses                  | 17           |

### Deuxième élection
Enrico Celio, Conseiller fédéral depuis 1940, est réélu.
|                               | Premier tour |
| ----------------------------- | ------------ |
| Bulletins distribués          | 233          |
| Bulletins rentrés             | 233          |
| Bulletins blancs/non valables | 44           |
| Bulletins valables            | 189          |
| Majorité absolue              | 95           |
| Enrico Celio                  | 177          |
| Voix éparses                  | 12           |

### Troisième élection
Eduard von Steiger, Conseiller fédéral depuis 1941, est réélu.
|                               | Premier tour |
| ----------------------------- | ------------ |
| Bulletins distribués          | 237          |
| Bulletins rentrés             | 236          |
| Bulletins blancs/non valables | 37           |
| Bulletins valables            | 199          |
| Majorité absolue              | 100          |
| Eduard von Steiger            | 186          |
| Voix éparses                  | 13           |

### Quatrième élection
Karl Kobelt, Conseiller fédéral depuis 1941, est réélu.
|                               | Premier tour |
| ----------------------------- | ------------ |
| Bulletins distribués          | 234          |
| Bulletins rentrés             | 231          |
| Bulletins blancs/non valables | 52           |
| Bulletins valables            | 179          |
| Majorité absolue              | 90           |
| Karl Kobelt                   | 155          |
| Voix éparses                  | 24           |

### Cinquième élection
Ernst Nobs, Conseiller fédéral depuis 1944, est réélu.
|                               | Premier tour |
| ----------------------------- | ------------ |
| Bulletins distribués          | 235          |
| Bulletins rentrés             | 235          |
| Bulletins blancs/non valables | 74           |
| Bulletins valables            | 161          |
| Majorité absolue              | 81           |
| Ernest Nobs                   | 137          |
| Voix éparses                  | 24           |

### Sixième élection
Max Petitpierre, Conseiller fédéral depuis 1945, est réélu.
|                               | Premier tour |
| ----------------------------- | ------------ |
| Bulletins distribués          | 235          |
| Bulletins rentrés             | 234          |
| Bulletins blancs/non valables | 28           |
| Bulletins valables            | 206          |
| Majorité absolue              | 104          |
| Max Petitpierre               | 201          |
| Voix éparses                  | 5            |

### Septième élection
Le septième siège du Conseil fédéral doit être repourvu à la suite de la démission de Walther Stampfli. Le candidat officiel du Parti radical-démocratique, Rodolphe Rubattel, obtient la majorité absolue des voix dès le premier tour de scrutin, l'emportant sur Willi Wenk, candidat du Parti socialiste. Trois autres conseillers nationaux radicaux, Ernst Speiser, Jakob Müller et Max S. Wey, qui avaient été candidats à la candidature, obtiennent également des voix.
|                               | Premier tour |
| ----------------------------- | ------------ |
| Bulletins distribués          | 235          |
| Bulletins rentrés             | 235          |
| Bulletins blancs/non valables | 5            |
| Bulletins valables            | 230          |
| Majorité absolue              | 116          |
| Rodolphe Rubattel (PRD)       | 138          |
| Willi Wenk (PSS)              | 62           |
| Ernst Speiser (PRD)           | 21           |
| Jakob Müller (PRD)            | 4            |
| Max S. Wey (PRD)              | 3            |
| Voix éparses                  | 2            |